# Hibiscus lasiococcus
Hibiscus lasiococcus är en malvaväxtart som beskrevs av Henri Ernest Baillon. Hibiscus lasiococcus ingår i Hibiskussläktet som ingår i familjen malvaväxter. Inga underarter finns listade i Catalogue of Life.